# 王庭伝説増刊号
王庭伝説増刊号（おにわでんせつぞうかんごう）は、テレビ埼玉が2018年2月11日に放送を開始したパチンコ・パチスロ番組である。毎月第2日曜日 25:30 - 26:30（月曜未明1:30 - 2:30、JST）に放送された王庭伝説の姉妹番組である。